# Zak Santiago

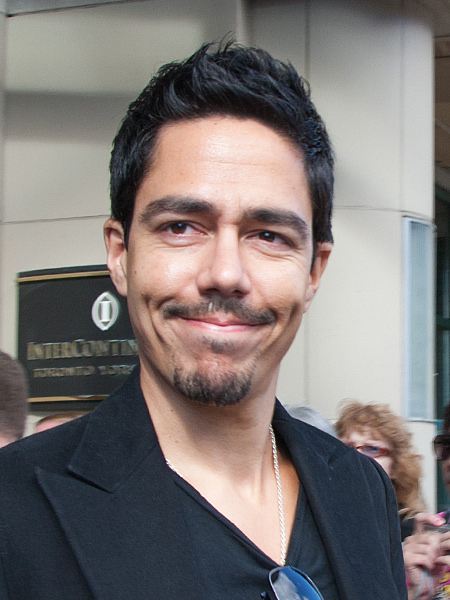
Zak Santiago

Zak Santiago (Vancouver, 3 de janeiro de 1981), é um ator canadense, famoso pelas suas atuações em diversas séries de televisão como Young Blades, icarly, Smallville, Robson Arms, True Justice e The L Word. Antes de iniciar sua carreira de ator, Zak trabalhava como DJ em clubes do Canadá e da Europa, onde era conhecido como Zak Alam.
Em 2003, ele fez uma participação especial na 1 ª temporada da série Dead Like Me, onde interpretou um irritado homem que por um erro em sua tatuagem decidiu matar o artista que a fez. Em 2004, ele foi premiado na categoria "melhor ator" no Leo Awards, pela sua atuação na série Human Cargo. 
Em dezembro de 2009, Santiago entrou para o elenco principal da série da SyFy, Alice, onde interpreta o persoonagem conhecido como Ten of Clubs. Ele também faz parte da série The Assistants no papel de Zach.